# Digital Equipment Corporation
Die Digital Equipment Corporation, auch als DEC oder Digital bezeichnet, war ein US-amerikanisches Unternehmen mit Sitz in Maynard, Massachusetts.
Das von Ken Olsen 1957 gegründete Unternehmen produzierte in den ersten Jahren Computer-Module. Nur einige Jahre später baute DEC daraus den ersten eigenen Rechner, den PDP-1. Dies war der Beginn der Entwicklung einer großen Zahl unterschiedlicher Computerfamilien, von denen vor allem der PDP-11 und später die VAX unter dem Betriebssystem VMS im Markt sehr erfolgreich waren. Dies führte dazu, dass DEC in den 1980er Jahren nach Umsatz hinter IBM weltweit der zweitgrößte Computerhersteller wurde.
Das Unternehmen war ein Pionier in der Computerindustrie und wurde 1998 von Compaq übernommen, das seit 2002 zu Hewlett-Packard gehört.

## Unternehmensgeschichte

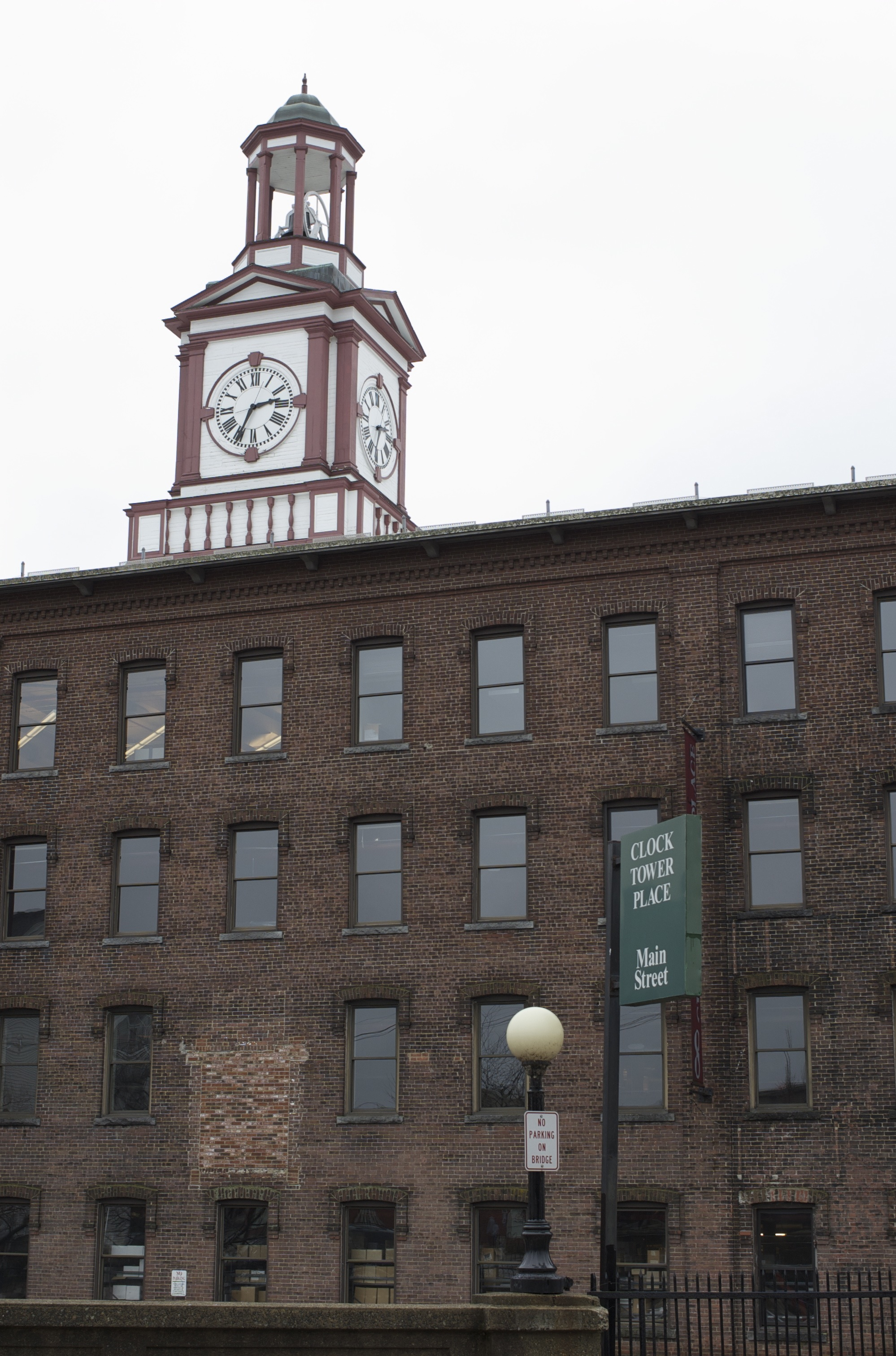
Stammsitz von DEC bis 1992 in einer ehemaligen Wollspinnerei in Maynard, Massachusetts

1957 gründeten der Ingenieur Ken Olsen (1926–2011) und sein damaliger Partner Harlan Anderson (1929–2019) die Digital Equipment Corporation mit 70.000 US-Dollar Startkapital. In einer alten Baumwollspinnerei („The Mill“) begannen sie zunächst mit der Produktion von Systemmodulen mit elektronischen Logik-Schaltkreisen, aus denen komplexe digitale Steuerungen aufgebaut werden konnten. Im ersten Geschäftsjahr erwirtschaftete das Unternehmen bereits 94.000 US-Dollar. Im Jahr 1959 stellte Olsen den Ingenieur Ben Gurley ein, der innerhalb von drei Monaten den ersten DEC-Computer PDP-1 auf Basis eigener Module entwickelte.
In den 1960er Jahren produzierte DEC eine Computerserie, die weniger leistungsfähig, dafür aber auch wesentlich günstiger sein sollte als die IBM-Mainframe-Rechner. 1962 wurde der erste „Minicomputer“ auf den Markt gebracht. Den Durchbruch schaffte das Unternehmen mit der Produktion des bekannten PDP-8 im Jahr 1964. Der PDP-8 benutzte 12 Bit breite Wörter und wurde für etwa 16.000 US-Dollar verkauft. Durch die Portabilität und den verhältnismäßig simplen Aufbau konnte dieser Rechner auch in kleineren Industriebetrieben eingesetzt werden und Marktlücken füllen, die mit Großrechnern bisher nicht zu erreichen waren. Historisch gesehen ist dies ein wichtiger Aspekt, weil der PDP-8 der erste Rechner war, der auch von Privatpersonen gekauft und für einen speziellen Zweck eingesetzt wurde, während Mainframe-Rechner noch so groß und teuer waren, dass sie nur für mehrere Zwecke von mehreren Benutzern eingesetzt wurden. Später wurde der PDP-8 als weltweit erster Kleinrechner überhaupt betitelt.
Die Abkürzung PDP steht für „Programmed Data Processor“, was eigentlich nichts anderes als „Computer“ bedeutet. DEC vermied jedoch das Wort Computer, um sich von der großen Konkurrenz IBM zu unterscheiden. IBM baute Computer und DEC PDPs.
Bereits zehn Jahre nach der Gründung machte das Unternehmen 38 Millionen US-Dollar Umsatz. Um 1970 entstand die Modellreihe PDP15 – ein grafisches Entwurfssystem mit einfarbig grünem Bildschirm und „Lightpen“ mit Digitalisiertablett.
Das erfolgreichste Modell der bekannten PDP-Rechnerserie war der PDP-11, der 16 Bit breite Wörter benutzte, weil sich inzwischen ASCII als De-facto-Standard in der Computerindustrie durchgesetzt hatte. PDP-11-Rechner waren als Weiterentwicklung des PDP-8 für die gleichen Einsatzzwecke gedacht und später in Gehäusen verfügbar, die nicht größer waren als die moderner PCs. Die Platzeinsparung konnte durch Nutzung von integrierten Schaltkreisen erreicht werden. Für Rechenzentren und größere Datenverarbeitungsanlagen war der PDP-10 gedacht (36-Bit-Architektur), der je nach Betriebssystem unter dem Namen DECSystem-10 und DECSystem-20 verkauft wurde. Mehrere auch heute noch bekannte Betriebssysteme konnten auf dem PDP-11 betrieben werden, darunter auch das Bell Labs Unix sowie DECs eigene RT-11, RSX-11 und RSTS. Sowohl RSTS als auch Unix konnten für Ausbildungs- und Lehrzwecke sehr günstig oder kostenlos erworben werden. Dadurch entwickelte sich der PDP-11 zur Spielwiese mehrerer Generationen von Computertechnikern und Forschern. Die PDP-11-Architektur wies einen direkt adressierbaren Adressraum von 64 K auf. Alle frühen Systeme waren mit Magnetkernspeicher ausgestattet.

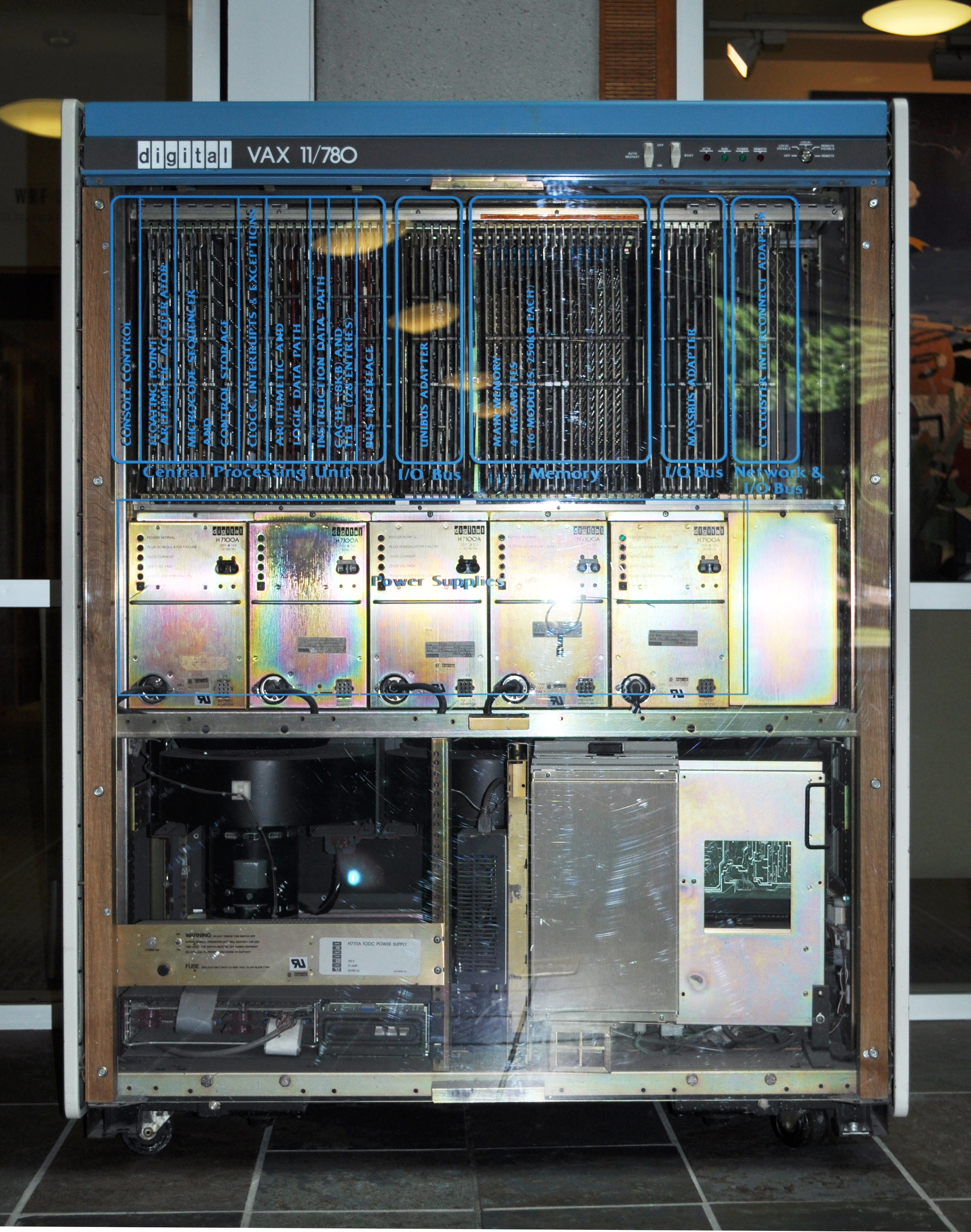
VAX 11/780 von innen

Im Jahr 1976 entwickelte DEC eine neue und extrem kleine 32-Bit-Architektur, die als erstes in der 1978 erstmals verkauften VAX 11/780 zum Einsatz kam. DEC konnte mit diesem Produkt den Kleincomputer-Markt für eine beträchtliche Zeit beherrschen, obwohl Konkurrenten wie zum Beispiel Data General (das von einem ehemaligen DEC-Mitarbeiter gegründet worden war, der eine 16-Bit-Architektur vorschlug, die von der Unternehmensleitung zurückgewiesen wurde) versuchten, Marktanteile zurückzugewinnen. Der Erfolg von DEC basierte allerdings nicht nur auf DECs technischer Überlegenheit, sondern vor allem auch durch die Marktentwicklung im Bereich der Workstations, die sich zugunsten der Kleincomputer entwickelte. Daraufhin wurde das „Jupiter“-Projekt, das die Entwicklung eines Nachfolgermodells für den PDP-10 vorsah, abgebrochen, und DEC konzentrierte sich auf die Entwicklung und Vermarktung der VAX-Computer.
Die VAX hatte einen selbst für heutige Verhältnisse sehr großen Befehlssatz und sehr viele Adressierungsmodi. Zusätzlich zu Paging und geschütztem Speicher unterstützt die VAX virtuellen Speicher: Der Name VAX steht für „Virtual Address eXtension“. Sowohl UNIX als auch DECs eigenes VMS konnten eingesetzt werden.

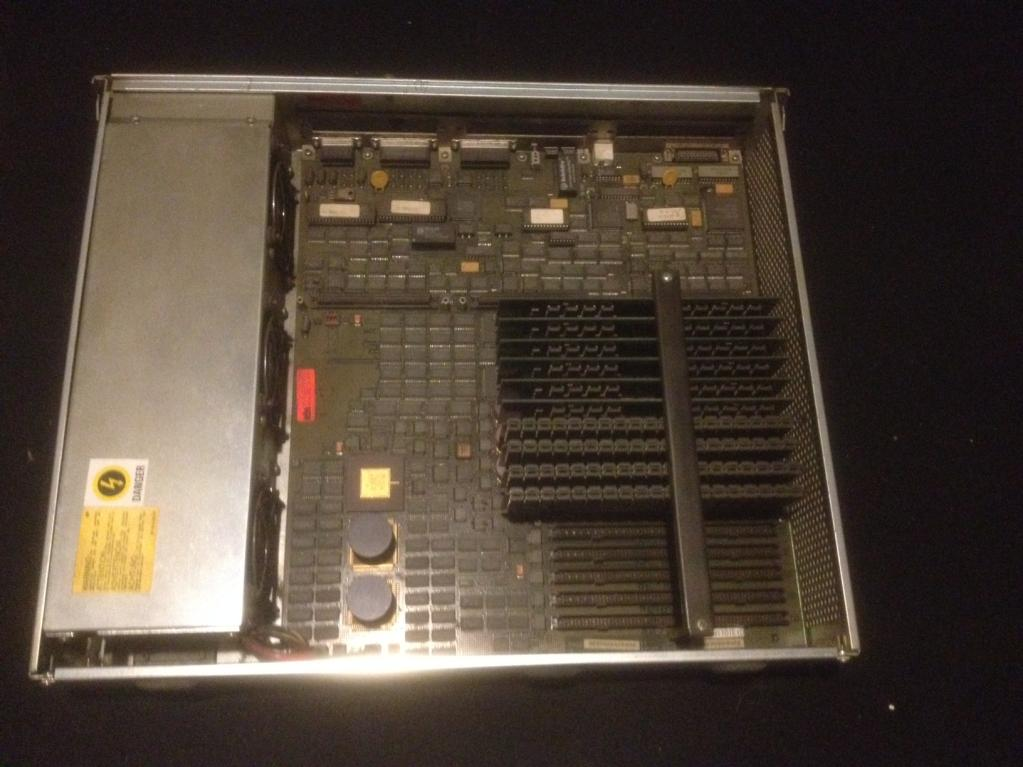
DECstation 5000/200 offen

Zu ihren besten Zeiten (Ende der 1980er Jahre) war die Digital Equipment Corporation der zweitgrößte Computerhersteller der Welt und hatte über 100.000 Angestellte. In diesem Zeitraum wurden die kommerziell erfolgreichen auf der MIPS-Architektur basierten Workstations namens DECstation und Server namens DECsystem auf den Markt gebracht. Ebenso schien zu dieser Zeit die Konzernführung eine Unternehmenspolitik durchzusetzen, die auf ein Gefühl von Unverwundbarkeit schließen ließ, und erweiterte die Produktpalette um selbsterstellte Software für nahezu jede aussichtsreich erscheinende Marktlücke. Dazu gehörte auch die Entwicklung eines eigenen Netzwerksystems (DECnet), Software zur gemeinsamen Datei- und Druckernutzung, relationale Datenbanksysteme und sogar Software zur transaktionsbasierten Verarbeitung. Obwohl die Software durchaus gut durchdacht und implementiert wurde, war sie doch schwer zu integrieren, da sie mit Fokus auf DEC-eigene Produkte entwickelt wurde. Dies führte dazu, dass die Software von vielen potenziellen Kunden ignoriert und stattdessen Software von anderen Herstellern beschafft wurde. Dieses Problem wurde durch Olsens Aversion gegen Werbung und den Gedanken, dass gut durchdachte Software sich selbst verkauft, noch verstärkt. Hunderte Millionen US-Dollar wurden in die Umsetzung dieser Software-Projekte gesteckt, während gleichzeitig Workstations auf Basis der RISC-Architektur zunehmend an die Leistung der VAX heranreichten. Durch den Erfolg der proprietären VAX/VMS-Produkte geblendet, wurde die Konkurrenz durch Intel-basierte Personal Computer (PCs) sowie die Tatsache, dass sich handelsübliche Hardware und auf Standards aufbauende Software durchsetzte, nicht wahrgenommen. Eigene Arbeitsplatzcomputer wie Rainbow 100 oder Professional 350 und 325 hatten keinen großen Markterfolg. So musste die Digital Equipment Corporation Anfang der 1990er Jahre einen überraschenden Umsatzrückgang hinnehmen und Mitarbeiter entlassen.
Etwas später versuchte DEC, eine neue Generation von Massenspeichersystemen mit dem Namen RA-90 durchzusetzen. Dieses in der gesamten Unternehmensgeschichte zweitgrößte Entwicklungsprojekt sollte einige wichtige technische Innovationen enthalten, die gleichzeitig in das neuartige, damals sehr modern anmutende Produkt einfließen sollten. Das Produkt konnte aufgrund von Schwierigkeiten mit dem Produktdesign nicht rechtzeitig vermarktet werden, so dass bei der Markteinführung starke Konkurrenz herrschte und das Vorzeigeprojekt, das ein großer Gewinn für den Konzern hätte sein können, zu einem riesigen Fehlgriff wurde.

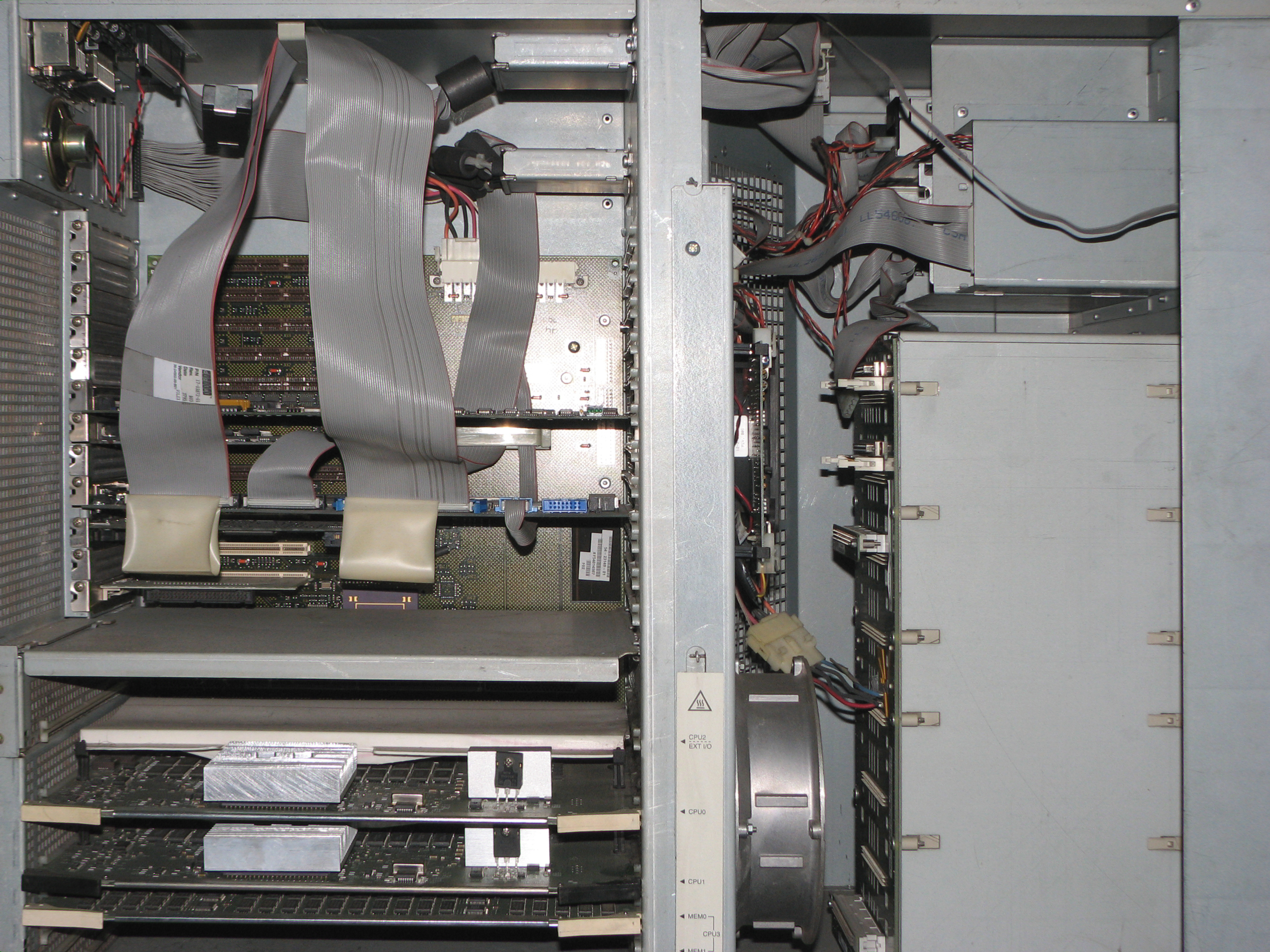
DEC AlphaServer 2100 von innen

Als Konsequenz wurde daraufhin eine neuartige CPU mit 64-Bit-RISC-Architektur entwickelt (im Gegensatz zur 32-Bit-CISC-Architektur, die in den VAX-Rechnern zum Einsatz kam), die sowohl für Server als auch für Workstations eingesetzt werden konnte. Das Ergebnis, der Alpha-Prozessor, der selbst im neuen (dritten) Jahrtausend noch durch seine Geschwindigkeit glänzen konnte, gab dem Benutzer die Möglichkeit, sich für eines von drei auf der neuen Architektur lauffähigen Betriebssysteme zu entscheiden: DECs VMS, UNIX und Microsofts Windows NT. DEC selbst versuchte dann, auch im Bereich der UNIX-Betriebssysteme Fuß zu fassen, und vermarktete neben dem proprietären „OpenVMS“ das eigene UNIX „OSF/1“ zunächst als „Digital Unix“ und später als „Tru64 UNIX“. Obwohl verstärkt Werbekampagnen geschaltet wurden, gelang es DEC nicht, im überfüllten UNIX-Markt ausreichende Anteile zu gewinnen. Zusätzlich erschwerte der Erfolg der Intel-basierten Low-End-PC-Server mit Windows-NT-Betriebssystem den Verkauf von Systemen auf Basis des Alpha-Prozessors. So konnte DEC bis auf langjährige treue Kunden nur wenige vom neuen System überzeugen. DEC-Software- und Hardware-Entwickler wanderten ab – Windows NT und AMD-Hardware-Entwicklungen profitierten von deren Wissen. Die Jahrzehnte währende direkte Betreuung durch die Systementwickler aus Maynard über die globale und länderspezifische DEC-Benutzervereinigung DECUS erlosch.
Ken Olsen trat am 1. Oktober 1992 als CEO zurück und wurde durch Robert Palmer ersetzt; das Unternehmen schrieb dennoch weiterhin rote Zahlen. Die Datenbanksparte des Unternehmens wurde an Oracle verkauft. Im Mai 1997 klagte DEC gegen Intel mit der Behauptung, Intel habe die Patentrechte für Alpha-Prozessoren durch die Entwicklung der Pentium-CPU verletzt. Die Unternehmen einigten sich, und DEC verkaufte seine gesamte Prozessor-Sparte an Intel. Die Netzwerk-Sparte des Unternehmens wurde an Cabletron Systems verkauft.
DEC selbst wurde am 26. Januar 1998 an Compaq verkauft. Compaq wiederum wurde 2002 von Hewlett-Packard übernommen. Bereits 1998 kaufte Robert Boers, einer der ehemaligen DEC-Manager, das „DEC European Migration and Porting Center“. Daraus entstand zunächst das Unternehmen „Software Resources International“, heute Stromasys; dieses entwickelt Emulatoren wie Charon für die alten DEC-Server PDP-11, VAX und Alpha.
Ein wesentlicher Grund für das Scheitern des Unternehmens lag in dem sehr unübersichtlichen Produktspektrum. Allein von den unter dem Namen PDP produzierten Rechnern gab es zwischen 1959 und 1982 mehr als 60 Modelle, die sich auf vier Systemfamilien verteilten und die sich teilweise auch untereinander Konkurrenz machten.

## Technisches Konzept
Das technische Konzept, vor allem jenes der PDP-11-Serie, war bestechend einfach gehalten. Ein standardisiertes „Universelles BUS-System“ ermöglichte die Auf- und Umrüstung des PDP-11 für eine Vielzahl von Prozessanwendungen. Gerade deshalb trat der PDP-11 seinen Siegeszug vor allem im experimentellen Wissenschafts- und Forschungsbereich an. Auch bei der Steuerung von Kraftwerken, Verkehrswegen und Telefonnetzen gab es ein weites Anwendungsfeld.
Das offene Bus-System rief natürlich auch sehr viele Fremdanbieter für Hardware auf den Plan, die kostengünstige und leistungsstarke Peripheriegeräte zum Anschluss an den PDP-11 auf den Markt brachten. Hier sei vor allem der englische Hersteller Plessey genannt, der über seine US-Tochter am europäischen Markt für Unruhe bei DEC sorgte und auch auf ein eigenes Servicenetz zugreifen konnte. Diese „Mixed-hardware-Anbieter“ wurden durch DEC erbittert bekämpft, und unter dem Titel des „Technologietransfers“ kam es schon vor, dass DEC eigene Definitionen über High-Tech-Produkte aufstellte, um OEM-Kunden und Fremdanbietern den Marktzugang zu erschweren.
Dieser „Kampf“ wurde auch oft auf dem Rücken von Endkunden ausgetragen, die Repressalien im Servicebereich zu tragen hatten. Dadurch wurden gerade jene Kunden im wissenschaftlichen und universitären Bereich verärgert, die die Erfolgsgeschichte von DEC mitgeschrieben hatten.

## Wirtschaftlicher Weg
Nach den durchschlagenden Erfolgen im Bereich Prozessrechentechnik, die DEC nach IBM auf den zweiten Platz der Computerhersteller katapultierte, kamen um 1978 neu konzipierte Rechner auf den Markt (PDP-11/34, 11/70, 11/44, VAX 11/750), die auf den Business-Markt abzielten, was damals die Domäne von IBM war. Gleichzeitig, um auch die verschiedenen „Mixed-hardware-Anbieter“ vom Markt zu drängen, wurde die Service-Philosophie geändert. Hardware und DEC-Software mussten im Falle eines Wartungsvertrages gemeinsam gewartet werden (ca. 1990). Somit waren aufgrund von fehlenden Softwarekenntnissen alle Fremdanbieter vom DEC-Markt ausgesperrt. Dies führte dazu, dass die Fremdanbieter ihre Tätigkeit einstellten. Viele Kunden, die zwar das technische Konzept der PDP-Serie einsetzen wollten, sich aber auch gleichzeitig kostengünstig am Alternativmarkt mit Peripherie eindecken wollten, konnten nun nicht mehr als DEC-Kunden angesprochen werden.
Die starre Haltung im Servicebereich als auch im Bereich der Händlerunterstützung veranlasste viele Unternehmen, die bis dahin als Wiederverkäufer für DEC-Anlagen aufgetreten waren, sich von DEC zurückzuziehen und Rechner von Compaq, HP, oder Noname-Herstellern anzubieten.
Des Weiteren entbrannte eine Diskussion um die sich steigernde Betriebssystem- (VMS) und Netzwerkkomplexität (DECnet) – es kam zur Abspaltung von Mitarbeitern, die das Unternehmen Apollo Computer gründeten und mit überzeugenden Ethernet-Diensten die Maßstäbe der Technik bis heute setzen. Apollo Computer wurde 1989 von Hewlett-Packard übernommen.
Wie die Geschichte gezeigt hat, war auch dem Richtungswechsel hin zu den Business-Anwendungen nicht der Erfolg gegönnt; man spielte hier in der Oberliga mit IBM als Gegner. Den gewinnträchtigen PC-Markt hatte man ebenfalls verschlafen. Hier hat DEC bis 1994 mit den teuren VAX-Stations Vernetzungen geübt, während die Kunden bereits längst auf leistungsfähige PC-Netzwerke umgestellt hatten.

## Unternehmenserfolge
- Mit dem Alpha-Prozessor wurde der erste kommerziell verfügbare 64-Bit-RISC-Prozessor hergestellt und der erste Laptop produziert. Unter der Domain digital.com war Digital das erste Unternehmen, das Anschluss an das Internet fand und gründete mit AltaVista die zeitweise erfolgreichste Suchmaschine.
- DEC war führend im Bereich Netzwerk (DECnet). Das Betriebssystem VMS gilt als flexibel und äußerst stabil. Auch mit Clusterlösungen machte sich DEC einen Namen. Diese Lösungen funktionierten – wie auch die relationale Datenbank RdB – nur innerhalb der DEC-Welt. DEC hat nie versucht, diese Lösungen auch auf andere Plattformen zu portieren.
- DEC unterstützte viele ANSI-Standards, besonders den ASCII-Standard, der in Unicode und den ISO-Zeichensätzen weiterlebt.
- Die erste Version der Programmiersprache C und das UNIX-Betriebssystem liefen auf DECs PDP-Computern.
- DEC produzierte mehrere Betriebssysteme, die speziell für die PDP-Serie gedacht waren, z. B. OS/8, TOPS-10, TOPS-20, RT-11, RSX-11, RSTS/E und (für die VAX-Rechner) VMS.
- Der PDP-11 inspirierte eine ganze Generation von Programmierern und Softwareentwicklern. Es gab im Jahr 2004 25 Jahre alte PDP-11-Systeme (Hardware und Software), die immer noch zur Maschinenüberwachung und Steuerung in Fabriken (und auch in Kernkraftwerken) eingesetzt wurden.
- DEC trieb maßgeblich die Nutzung von Time-Sharing-Systemen voran, wie jeder, der andere Betriebssysteme kennt wie z. B. MVS oder VM/CMS von IBM, bestätigen kann.
- DEC brachte um 1974 mit dem LA36 einen Nadeldrucker auf den Markt, der als Erster dem vorher überall im EDV-Bereich eingesetzten Teletype (ASCII-Fernschreiber) erfolgreich Konkurrenz machte.
- DEC brachte um 1976 mit dem VT100 ein preiswertes und robustes ASCII-Terminal auf den Markt, dessen Befehlssatz noch heute De-facto-Standard für Terminal-Emulationsprogramme ist.
- Vom DEC-Mitarbeiter Gary Thuerk ging am 3. Mai 1978 die vermutlich erste Spam-Mail der Internet-Geschichte aus.[7][8]
- Um 1980 hat DEC zusammen mit den Anbietern 3Com, Intel und Xerox die Standardisierung von Ethernet vorangetrieben.
- DEC entwickelte um 1984 die DLT-Technik (DEC LINEAR TAPE) und brachte mit dem legendären TK50 ein für damalige Verhältnisse sehr preiswertes und verlässliches Sicherungsbandsystem auf den Markt.
- DEC hatte eine niemals nachher bei irgendeinem Hersteller zu findende Bindung an Kunden über die DECUS (DIGITAL Equipment Users Society), bei der Betriebssystem- und Toolentwickler sich mit den Kunden jährlich in Deutschland (München) und Europa (wechselnde Orte) eine Woche lang in legendären Symposien zusammensetzten. Auch nach der Übernahme durch Compaq und später HP trifft sich dieser Benutzerverein weiterhin in regelmäßigen Abständen; in Deutschland firmiert er unter der Bezeichnung HP User Society DECUS München e. V.[9]
- Ehemalige DEC-Mitarbeiter entwickelten mit dem Knowhow der Mutter bei den Unternehmen Apollo und Microsoft Software (Apollo: Vernetzung; Microsoft: Betriebssystem Windows NT, woraus dann die Versionen VISTA und Windows 7 entstanden).
- Einen großen Prestigeerfolg konnte DEC dadurch verbuchen, dass in der Zeit des Kalten Krieges in vielen osteuropäischen Ländern (DDR, Ungarn, VR Polen, Sowjetunion) die DEC-Computer nachgebaut wurden und breite Anwendung fanden. Dabei wurde meist die Original-DEC-Software verwendet. Von 1968 bis 1988 wurden die PDP8-, PDP11- und VAX-Computer in großen Stückzahlen ohne eine Zahlung von Lizenzgebühren gebaut. Der Einsatz neuer hoch integrierter Schaltkreise durch DEC bedeutete das technologische Ende dieser Schwarzkopien. Gleichzeitig dazu kam die Öffnung des Marktes in den osteuropäischen Ländern für die Originalprodukte, die Nachbauten mussten eingestellt werden und DEC konnte hochqualifizierte Fachkräfte für den lokalen Support übernehmen.
- Bei DEC wurde das Konzept von Numeronym geboren.

## Trivia
Mitte der 1980er Jahre platzierten die DEC-Schaltkreisentwickler im Inneren eines CVAX-Chips die Botschaft „Wann hört ihr endlich auf zu klauen“ auf Russisch, um den illegalen Raubkopien ihrer Schaltkreise entgegenzuwirken. Der Text wurde bei der Analyse des Schaltkreises in der DDR entdeckt.

## Sponsoring
Einige Zeitlang zierte das Digital-Logo die Haifischflanken der Scuderia Ferrari in der Formel 1.

## Produkte
- AlphaServer – Server mit Alpha-Prozessor
- AlphaStation – Workstations mit Alpha-Prozessor
- DECstation – Desktop-Workstations von DEC für Ultrix
- DECsystem – Serversysteme von DEC für Ultrix
- Ultrix – UNIX-Variante von DEC
- Tru64 UNIX – Ein Unix aus der System-V-Familie für Alpha-Prozessor-basierte Maschinen
- VAXstation – Desktop-Workstations von DEC für VMS
- DEC Multia – Slim-Desktop-Workstation von DEC mit 21064-Alpha-CPU für VMS und Tru64 UNIX oder mit Intel Pentium-CPU für Windows NT 3.51 bzw. 4.0
- Digital Personal Workstation – leistungsfähige Workstations auf Intel Pentium Pro/Pentium II (180–333 MHz) und Alpha-Prozessoren (433/500/600 MHz) basierend, standardmäßig mit Windows NT für Alpha (a-Serie) oder Tru64 Unix/OpenVMS betrieben (au-Serie)
- Virtual Memory System – später OpenVMS, ist ein Multibenutzer-Betriebssystem mit grafischer Oberfläche für VAX-, Alpha- und Itanium-basierte Computer
- RSX-11 Ein früher Vorgänger von VMS und Windows NT